# Igor Serrote
Igor Serrote, pseudonimo di Igor Eduardo Schlemper (Balneário Camboriú, 1º marzo 2005), è un calciatore brasiliano, difensore del Grêmio.
Il soprannome Serrote (seghetto in italiano) gli è stato affibbiato dalla sua capigliatura alla moicana, che ricorda proprio la forma di un seghetto.

## Caratteristiche tecniche
È un terzino destro.

## Carriera

### Club
Inizia la sua carriera calcistica nel 2015, entrando a far parte del settore giovanile del Grêmio, all'età di dieci anni.
Nel marzo del 2021 firma il suo primo contratto professionistico, debuttando in prima squadra soltanto il 29 settembre 2024 giocando l'incontro di Série A pareggiato 0-0 contro il Botafogo.

### Nazionale
Nel 2025 ha giocato 8 partite nel campionato sudamericano Under-20, vincendolo.

## Statistiche

### Presenze e reti nei club
Statistiche aggiornate al 5 dicembre 2024.
| Stagione        | Squadra         | Campionato      | Campionato | Campionato | Coppe nazionali | Coppe nazionali | Coppe nazionali | Coppe continentali | Coppe continentali | Coppe continentali | Altre coppe | Altre coppe | Altre coppe | Totale | Totale | Totale |
| Stagione        | Squadra         | Comp            | Pres       | Reti       | Comp            | Pres            | Reti            | Comp               | Pres               | Reti               | Comp        | Pres        | Reti        | Pres   | Reti   |        |
| --------------- | --------------- | --------------- | ---------- | ---------- | --------------- | --------------- | --------------- | ------------------ | ------------------ | ------------------ | ----------- | ----------- | ----------- | ------ | ------ | ------ |
| 2024            | Grêmio          | PD/RS+A         | 0+5        | 0          | CB              | 0               | 0               | CL                 | 0                  | 0                  |             | -           | -           | 5      | 0      |        |
| Totale carriera | Totale carriera | Totale carriera | 5          | 0          |                 | 0               | 0               |                    | 0                  | 0                  |             | -           | -           | 5      | 0      |        |

## Palmarès

### Club

#### Competizioni statali
- Campionato Gaúcho: 1

Grêmio: 2024

### Nazionale

#### Nazionale giovanile
- Campionato sudamericano Under-20: 1

Venezuela 2025